# Доходный дом Феттер и Гинкель
Дохо́дный дом Фе́ттер и Ги́нкель (дом Лансере́) — здание, расположенное на углу Милютинского и Боброва переулков. Возведение комплекса началось в 1915 году под руководством архитектора Валентина Дубовского для акционерного общества «Н. Феттер и Е. Гингель». В 1924—1933 годах проект переработал и завершил Александр Калмыков. К 1936-му дом достроили восьмым этажом.

## История
Предыстория участка
Территория, на которой расположен доходный дом Феттер и Гинкель, в начале XVII века относилась к владениям князя М. П. Черкасского. Позднее её выкупил проживавший по соседству стольник Григорий Михайлович Петрово-Соловово. К 1839 году он продал имение князю П. А. Мещанскому. В этот же период часть земли использовали под строительство католической церкви. В 1844-м участок перешёл в распоряжение купца Фёдора Осиповича Фалеева, владевшего им на протяжении 20 лет. В дальнейшем хозяева часто сменялись, и в 1890-х годах купчиха Анфиса Андреевна Князева продала имение в собственность акционерного общества «Н. Феттер и Е. Гингель».
XX век
В 1915 году новые владельцы начали строительство доходного дома под руководством архитектора Валентина Дубовского. Он подготовил проект здания в стиле готического модерна. К 1917-му было возведено пять этажей из запланированных шести, на тот момент комплекс выделялся на фоне невысокой застройки. Когда во время вооружённого восстания в Москве отряды юнкеров захватили расположенную неподалёку телефонную станцию, красногвардейцы использовали строительную площадку дома для обстрела неприятеля из артиллерийских орудий. После Октябрьской революции здание оставалось в лесах, пока в 1924 году Александр Калмыков не подготовил новый, более экономичный проект. Незаконченный дворовой корпус снесли, а главный — достроили и дополнили седьмым ярусом. Второй этап работ завершился к 1933 году. Задумка Калмыкова не предусматривала декоративных элементов, поэтому готовое строение создаёт эффект диссонанса. Готические розетки, гранёные трёхчетвертные колонны и барельефы, оформленные на торцах дома до революционных событий, соседствуют с пустующими стенами и нишами. Также в разном стиле выполнены подъезды, некоторые из которых сохранили старинные кованные перила и убранство лестниц. К 1936-му дом достроили восьмым этажом.
Новое здание заняли коммерческие организации и жилые помещения. В 1920—1930 годах в комплексе действовал клуб «Красный деревообделочник», а одну из квартир занимал архитектор Каро Алабян. С 1934 года до конца своей жизни в одном из помещений здания проживал академик живописи Евгений Лансере. В стенах этого здания он работал над проектами в монументальном стиле, среди которых панно для Казанского вокзала. В 1971 году в память о знаменитом жильце на стене здания установили мемориальную табличку. Бывшая квартира художника перешла в собственность его внука Евгения Евгеньевича Лансере, который заботился о состоянии семейного архива: писем, дневников и альбомов. В одном из интервью он сообщал, что для работы с документами семью часто навещают студенты и искусствоведы.
Современность
В 2014 году Департамент культурного наследия присвоил дому и квартире художника Лансере статус объекта культурного наследия регионального значения. Тем не менее внутренний подъезд строения долгое время оставался заброшенным. В 2015-м общественные и художественные коммуны преобразовали часть квартир в сквоттер, на базе которого проводятся коммерческие мероприятия и лекции режиссёра Артура Аристакисяна. В апреле 2016 года доходный дом Феттер и Гинкель участвовал в проекте «Москва, которой нет». В рамках программы экскурсоводы организовали открытые лекции о строениях в Милютинском переулке. В здании также проходят художественные выставки и действуют мастерские.